# Station Rudna Gwizdanów
Station Rudna Gwizdanów is een spoorwegstation in de Poolse plaats Gwizdanów.